# ねずみ算
ねずみ算（ねずみざん）は和算の一つで、「ある期間に、ネズミがどれだけ増えるか」ということを計算する問題である。初出は吉田光由が著した『塵劫記』とされている。
ねずみ算の結果は膨大な数となるため、「急激に数が増えること」を「ねずみ算式に増える」と表現することがある。なお、ネズミ講の語源はねずみ算からきている。文部科学省が定める学習指導要領には、ねずみ算としての指導要領は盛り込まれていない。

## 歴史

### 塵劫記でのねずみ算
塵劫記では、ねずみ算は以下の様に記されている。

正月にねずみ、父母いでて、子を十二ひきうむ、親ともに十四ひきに成也。此ねずみ二月には子も又子を十二匹ずつうむゆえに、親ともに九十八ひきに成。かくのごとく、月に一度ずつ、親も子も、まごもひこも月々に十二ひきずつうむとき、十二月の間になにほどに成ぞといふときに、二百七十六億八千二百五十七万四千四百二ひき。

現代語訳

正月に、ネズミのつがいがあらわれ、子を12匹産む。そして親と合わせて14匹になる。このネズミは、二月に子ネズミがまた子を12匹ずつ産むため、親と合わせて98匹になる。この様に、月に一度ずつ、親も子も孫もひ孫も月々に12匹ずつ産む時、12ヶ月でどれくらいになるかというと、276億8257万4402匹となる。

## 諸外国のねずみ算
諸外国にもねずみ算に似た話がある。
エジプトの『アーメス・パピルス』には次の様な計算が載っている。
- 家 - 7
- ネコ - 49
- ネズミ - 343
- 小麦 - 2401
- マス - 16807

ある歴史家の解釈によると、「7つの家に7匹ずつのネコがいる。1匹のネコが7匹ずつのネズミをとる。1匹のネズミは7本の小麦をたべる。1本の小麦からはマス7杯分小麦がとれる。小麦はどれだけになるか」という意味とのことである。

## 数学
数学的には、ねずみ算は等比数列となっており、上記の塵劫記の問題は、初項2、公比7の等比数列になる。12月のネズミの数はこの等比数列の第13項（初項は最初のつがいの2匹のみだから）を求めればよい。これを数式で表すと以下のようになる。
- 2×713-1 = 27 682 574 402

## 生物学
この問題は、生物学の立場から見ると、個体数の増加を論じることにあたる。分野としては個体群生態学の範疇で、個体群成長と呼ばれる。生物個体数の増加は、産まれる子が死なない場合、ねずみ算と同様な結果を生じる。魚や昆虫などでは1対の親が産む子の数は、この例よりはるかに大きいから、この程度の増加は、むしろ控え目と言って良い。
このことを最初に指摘したのは、マルサスであるとされる。彼は人口増加が幾何級数的であることをのべ、必ず食糧難に陥ると論じた。これを元に、自然な生物世界では常に競争があり、それが進化を導くと論じたのがダーウィンである。実際の自然界では捕食者やその他の環境要因によって生まれた子の多くは死に、個体数はある程度の規模を維持すると考えられる。これを説明するためのモデルがロジスティック方程式である。